# Amadou Diawara
Amadou Diawara (Conacri 17 de julho de 1997) é um futebolista guineano que atua como volante. Atualmente está sem clube.

## Carreira
Em 26 de agosto de 2016, Diawara assinou com o S.S.C. Napoli por 14,5 milhões de euros.

## Títulos

### Prêmios individuais
- 50 jovens promessas do futebol mundial de 2016[2]